# Myrciarie
Myrciarie (Myrciaria) je rod rostlin z čeledi myrtovité. Jsou to keře a stromy s jednoduchými vstřícnými listy a bílými květy s mnoha tyčinkami. Plodem je kulovitá bobule. Rod zahrnuje 23 druhů a je rozšířen výlučně v tropické Americe. Většina druhů roste v nížinných tropických deštných lesích. Nejvýznamnějším druhem je Myrciaria dubia, poskytující ovoce známé v Amazonii jako camu-camu. Jedlé plody Myrciaria cauliflora vyrůstají v hojném počtu přímo z kmene stromu. Druh je v tropech pěstován jako ovocná a okrasná rostlina. Řada druhů byla přeřazena do rodu Plinia.

## Popis
Myrciarie jsou keře a stromy. Listy jsou jednoduché, celokrajné, vstřícné, většinou malé a ne příliš tuhé. Žilnatina je zpeřená, tvořená mnoha postranními paralelními žilkami. Květy jsou čtyřčetné, přisedlé nebo krátce stopkaté, ve stažených úžlabních květenstvích. Jsou podepřeny 2 na bázi srostlými listenci tvořícími zákrov. U některých druhů vyrůstají květy přímo z kmene a starších větví (kauliflorie). Češule je trubkovitá a nad úrovní semeníku nápadně prodloužená. Při odkvětu opadává kruhovitým švem spolu s přirostlými tyčinkami a okvětím. Kalich je tvořen 4 volnými cípy. Koruna je drobná, korunní lístky jsou třásnité. Tyčinek je mnoho, jsou dlouhé a přirostlé k češuli. Semeník je srostlý ze 2 plodolistů, se 2 komůrkami obsahujícími zpravidla po 2 vajíčkách. Plodem je kulovitá bobule obsahující 1 až 3 semena a na vrcholu nesoucí vytrvalý pozůstatek květního terče.

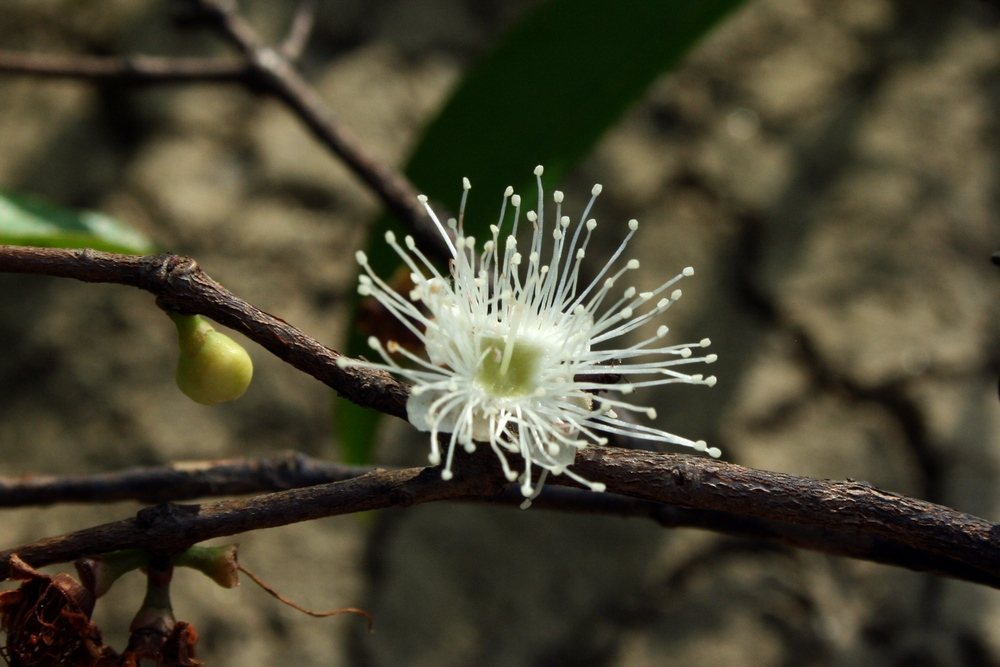
Květ M. dubia
Listy M. cauliflora
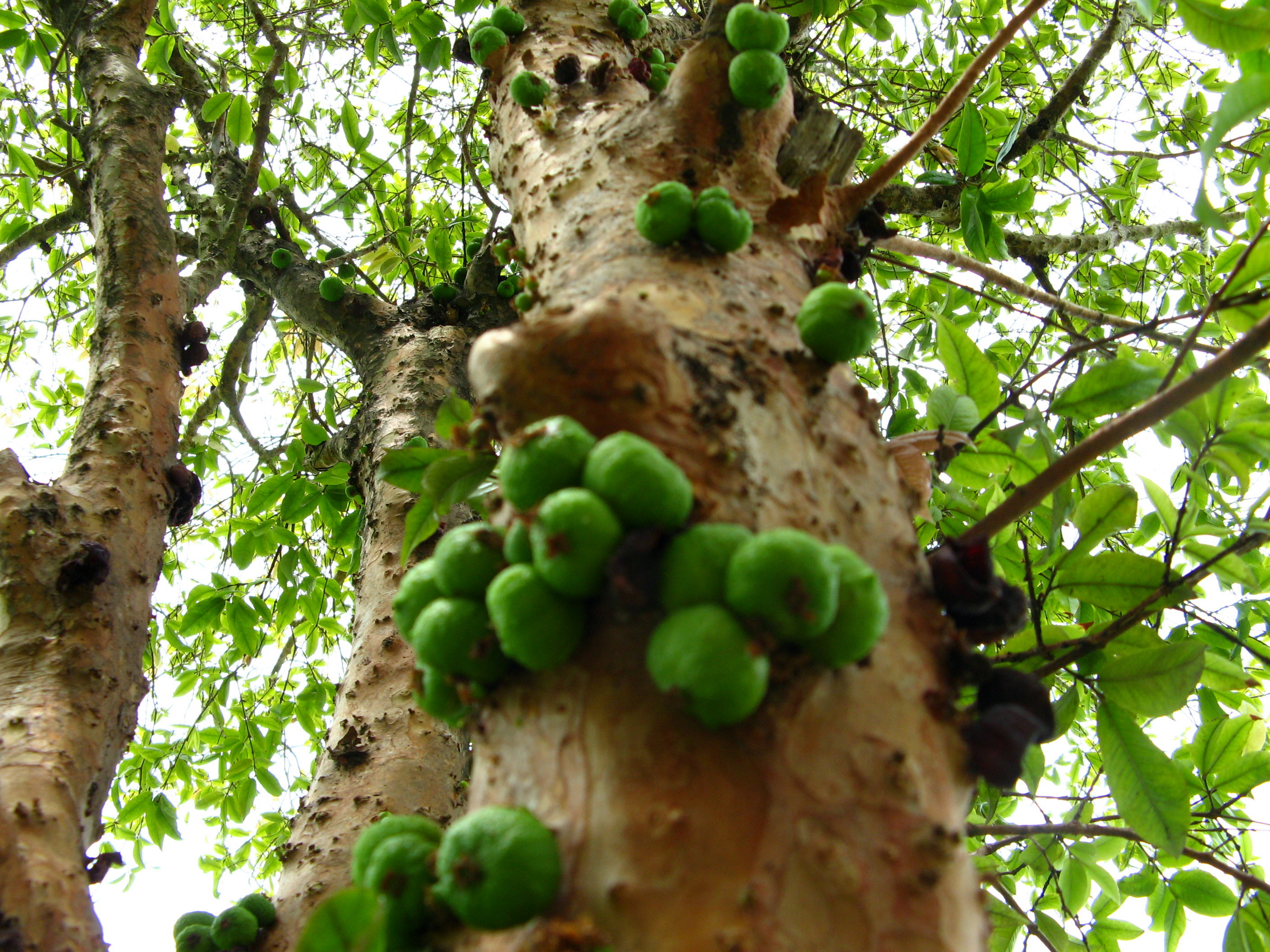
Nedozrálé plody M. cauliflora

## Rozšíření
Rod myrciarie zahrnuje 23 druhů. Je rozšířen v tropické Americe od jižního Mexika po Bolívii a Argentinu a na Karibských ostrovech. Na Karibských ostrovech se vyskytují 4 druhy, z nichž 2 jsou endemity Portorika. Ve Střední Americe rostou 3 nebo 4 druhy. Druh M. floribunda má rozsáhlý areál, sahající od Mexika až po Brazílii.
Myrciarie rostou převážně v nížinných tropických deštných lesích. Poměrně dost druhů se vyskytuje i v sušších oblastech východní a jihovýchodní Brazílie.

## Ekologické interakce
Mezi opylovači M. cauliflora převažují včely, zejména včela medonosná a včely rodu Trigona. Květy navštěvuje i jiný hmyz, zejména dvoukřídlí, mandelinky a mravenci.
Zralé plody myrciarií jsou vyhledávány četnými druhy sociálně žijících vosíků z čeledi Polistinae. Ti zároveň vysbírávají různé housenky z listů rostliny.

## Taxonomie
Rod Myrciaria je v rámci čeledi myrtovité řazen do podčeledi Myrtoideae a tribu Myrteae. Mezi nejblíže příbuzné rody, s nimiž tvoří Myrciaria monofyletickou skupinu, náleží rody Plinia, Siphoneugena a Neomitranthes. Všechny tyto rody jsou svým rozšířením omezeny na tropickou Ameriku.
Některé druhy, např. a M. trunciflora a M. baporeti, byly přeřazeny do rodu Plinia.

## Význam
Plody některých druhů jsou jedlé a šťavnaté. Jsou konzumovány čerstvé nebo různě upravené. Největší význam má druh M. dubia, jehož plody slouží také k přípravě džusů a zmrzlin. Jsou oblíbené zejména v Amazonii, kde jsou známé pod názvem camu-camu. Mají značně vysoký obsah vitamínu C. Druh M. cauliflora je zajímavý poměrně velkými plody, které vyrůstají v hojném množství přímo z kmene a jsou rovněž jedlé. Strom pochází z Bolívie a jižní Brazílie a pěstuje se jako zajímavý ovocný strom i v jiných částech tropů. Ovoce je známo jako jaboticaba. Z ostatních druhů myrciarií poskytuje jedlé, méně významné plody zejména M. floribunda , M. tenella, M. vismeifolia a M. ibarrae.
Druh M. vexator je v tropech pěstován jako stínící dřevina.

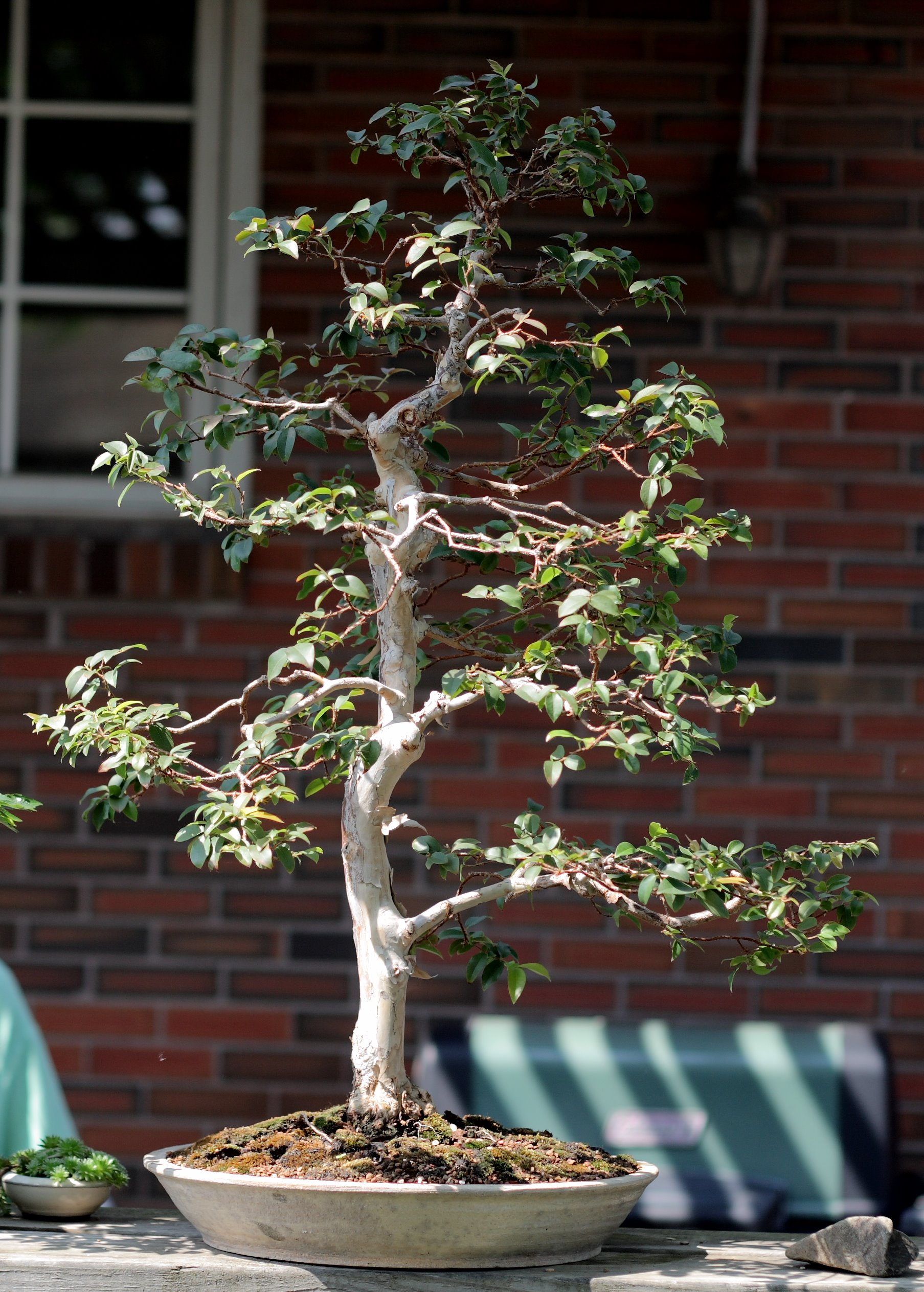
Myrciarie jako bonsaj
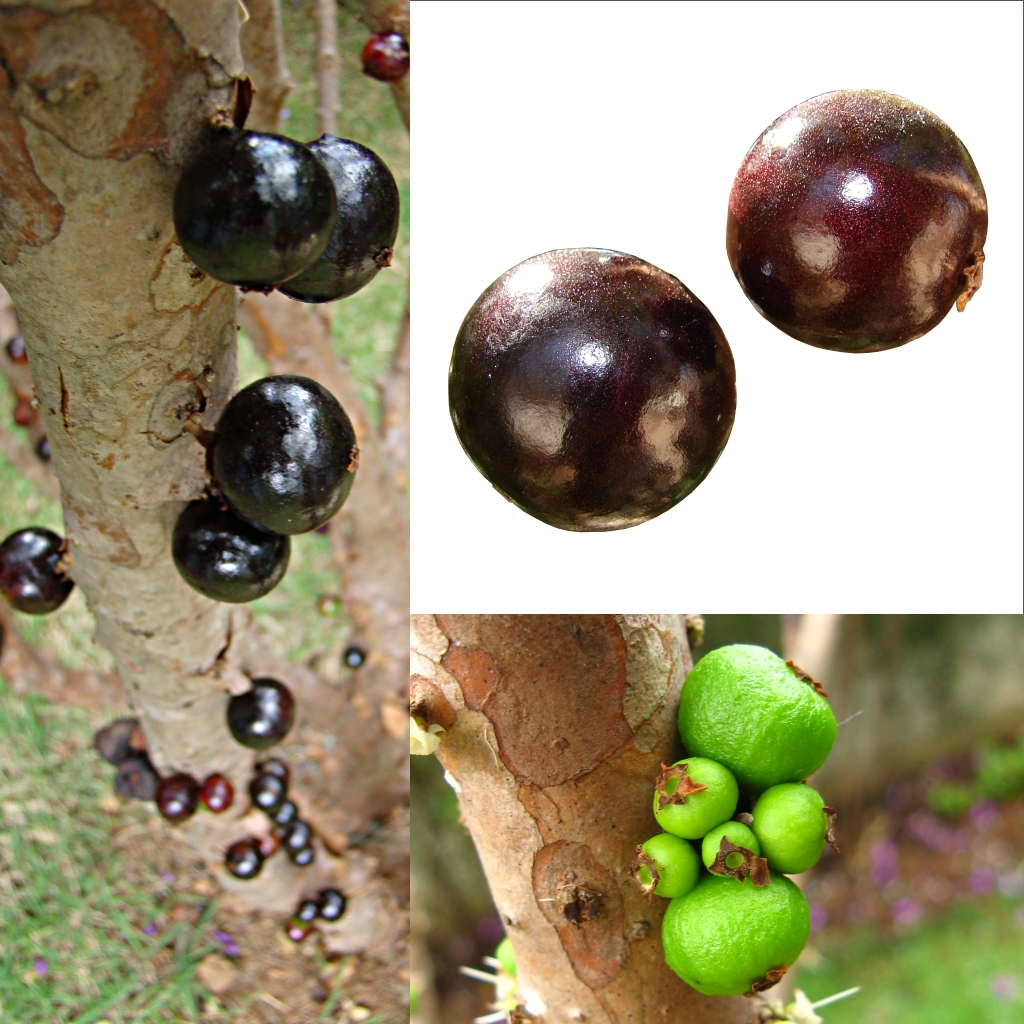
Jaboticaba, ovoce druhu M. cauliflora
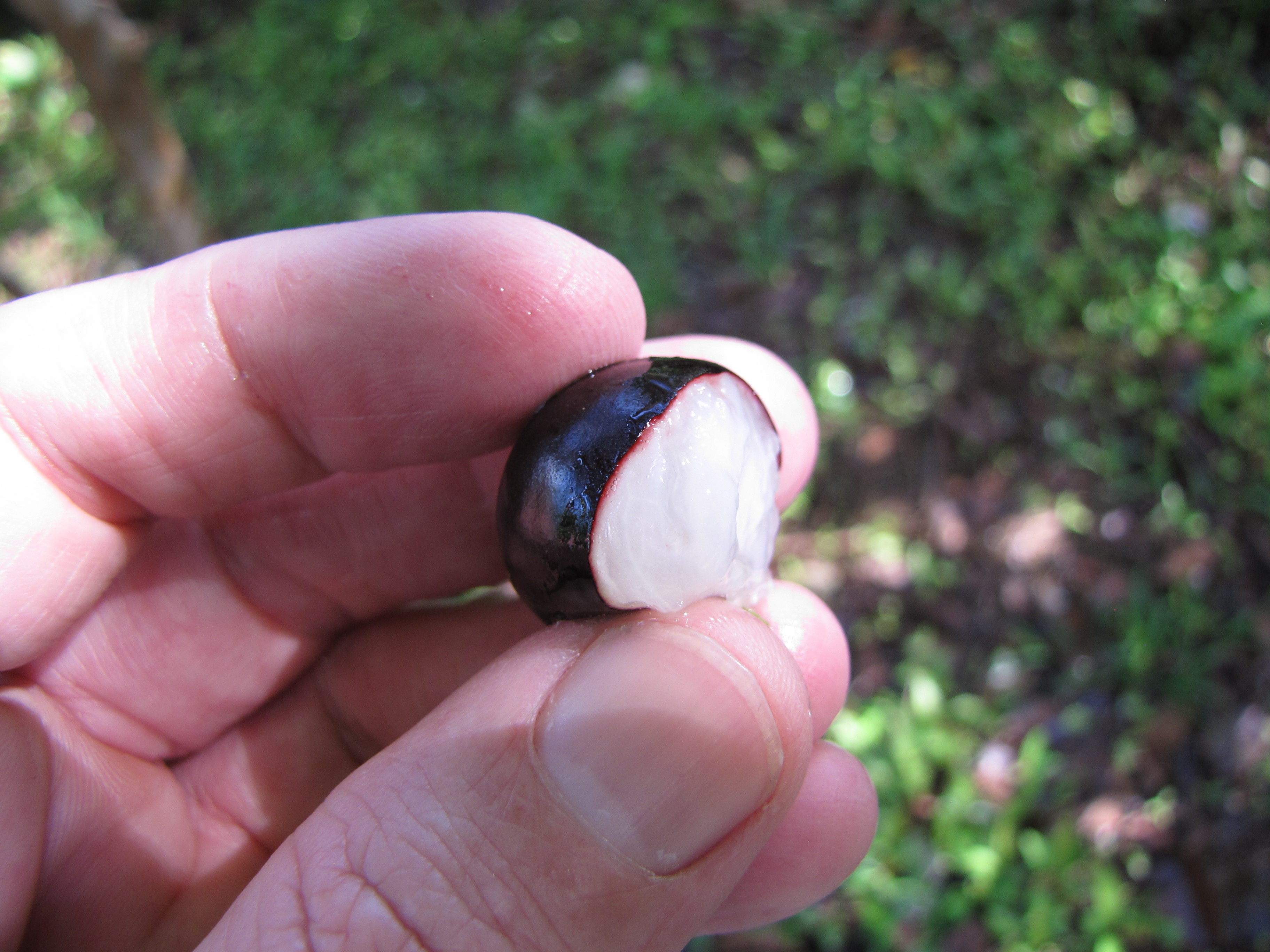
Rozřízlý plod M. cauliflora